# Agenor Muniz
Agenor de Oliveira Muniz, mais conhecido como Agenor Muniz (Sapucaia, 24 de junho de 1949), é um ex-futebolista que atuava como meio-campo e treinador naturalizado australiano.

## Carreira
Agenor Muniz iniciou sua carreira no Vasco da Gama, aonde atuou até o ano de 1971.
Ainda no mesmo ano em que deixou o Vasco, foi levado à Austrália para atuar no Eastern Suburbs Hakoah, da 1978 conhecido como Sydney City.[carece de fontes?]
Da 1973 até janeiro de 1974 Agenor Muniz jogou para Pan Hellenic de Sydney, o clube dos imigrantes gregos, mais tarde conheciodo como Sydney Olympic FC. Depois voltou a Eastern Suburbs aonde ganhou o campeonato da National Soccer League de 1977, a primeira edição de uma liga nacional em Austrália.[carece de fontes?]
Da maio de 1977 até 1980 jogou pelo Adelaide City, aonde ganhou a Copa de Austrália de 1979.[carece de fontes?]
1981 voltou a Sydney para jogar com o Eastern Suburbs, então chamado Sydney City, ganhando no mesmo ano o campeonato de Austrália pela segundo vez.[carece de fontes?]
Entre 1975 e 1979 Muniz ainda atuou em 20 partidas oficiais com a Seleção Australiana de Futebol e marcou um gol.

## Títulos
Eastern Suburbs Hakoah / Sydney City
- Campeão de Australia - 1977, 1981[carece de fontes?]
- New South Wales Premiers - 1971, 1973, 1974[carece de fontes?]
- New South Wales Federation Cup Winners - 1971[carece de fontes?]
- Ampol Cup Winners - 1973[carece de fontes?]

Adelaide City
- National Soccer League Australian Cup - 1979[carece de fontes?]